# عمر لطفي بك
عمر لطفي بك اسمه بالكامل عمر لطفى بن يوسف عاشور المصري (14 نوفمبر 1911) هو محامي وحقوقي مصري، اشتهر بكونه أبو التعاون في مصر وأحد رواد الحركة التعاونية في العالم وكذلك بدعمه لحقوق المرأة، كما أنه صاحب فكرة تأسيس النادي الأهلي المصري.

## نشأته
ولد عمر لطفي بك سنة 1867 بمدينة الإسكندرية. ترجع أصول عمر لطفي بك إلي أسرة مغربية وفدت إلي مصر في عهد محمد علي باشا وكان رئيسها من كبار الرجال في المغرب وكان يمثل المغرب لدي الحكومة المصرية. تلقي العلم في مدرسة الجمعية الخيرية والتي أسسها الشيخ عبد الله النديم وحفظ بها القران الكريم، ثم انتقل إلي القاهرة وعاش في بولاق وأتم دروسة بمدرسة الفرير.
التحق عمر لطفي بك بمدرسة الحقوق. وتخرج منها سنة 1886 وتدرج في المناصب ونبغ واشتهر في فترة وجيزة.
عمل أولا في قلم قضايا الحكومة، ثم في مكتب محاماة سعد زغلول ثم قاضيا بمحكمة قنا، إلا أنه فضل الاستمرار في مجال التعليم وبعد فترة وأصبح وكيلا لمدرسة الحقوق وعمره 38 عاما، ثم بعد ذلك ترك مدرسة الحقوق وعاد للعمل في مجال القضاء وافتتح مكتبا للمحاماة وظل يعمل محاميا الي أن تُوفي.

## من أعماله
عندما رأي عمر لطفي بك اشتداد الأزمة المالية سنة 1907 وما كان يتكبده الفلاح من ظلم المرابين والمضاربين أخذ يبحث عن طوق نجاة الشعب المصري من هذه الأزمات في مستبقلا، فبعد دراسته في إيطاليا سنة 1908 عن التعاون الزراعي رأي أن تقتدي الحكومة المصرية بما فعلته ألمانيا وإيطاليا بإنشاء نقابات زراعية في كل بلدة تساعد الفلاحين بدلا من المرابين والمضاربين فلم توافق الحكومة علي اقتراحه، فلجأ بعدها إلـي إنشاء النقابات الزراعية والتي كان عملها هو الإقراض والتسويق التعاوني للحاصلات المصرية حتي جاء بعد ذلك بنشر الدعوة لإنشاء الجمعيات التعاونية وأطلق عليها شركة التعاون المنزلي وأنشأت بالفعل هذه الجمعيات بالقاهرة ثم باقي المدن الكبري في مصر مثل الإسكندرية والمنصورة والمنيا والمنوفية وحلوان، وكان يطوف بجميع أنحاء مصر لينشر دعوته بتأسيس النقابات والتعاونيات.
ويعد عمر لطفي بك أحد رواد الحركة التعاونية علي المستوي العالمي، وأطلق عليه الفلاحين والمصريين أجمع بأبو التعاون في مصر، وكانت المشكلة الزراعية من أصعب مشاكل مصر الاقتصادية لذلك بدأ عمر لطفي بك يدعو للاستقلال الاقتصادي، وكان من أخلص أصدقائه مصطفى كامل باشا، وساعده مصطفى كامل باشا في كشف فوائد التعاونيات للشعب وهو ما يتعارض مع أطماع الاحتلال، كما يعد عمر لطفي بك المؤسس لأول نقابة عمالية في مصر وهي نقابة عمال الصنائع اليدوية.

## بحثه عن حقوق المرأة
يعد عمر لطفي بك أول الباحثين الذين تحدثوا عن «حقوق المرأة» في رسالة طبعت في القاهرة سنة 1897 قبل صيحة قاسم أمين وكانت رسالته خلاصة محاضرة باللغة الفرنسية قد ألقاها من قبل في سبتمبر سنة 1896 وأوضح فيها حقوق المرأة في الشريعة الإسلامية وقارن بينها وبين حقوق المرأة الغربية في ذاك الوقت، وكيف أن الجنس اللطيف كما كانوا يسمونه وجد من الشريعة الإسلامية حماية لم يجدها في القوانين القائمة في الوقـت نفسه.

## رئاسته لنادي المدارس العليا
بعدما بدأ مصطفى كامل باشا وجمع من أصدقائه التفكير في إنشاء نادي المدارس العليا في أكتوبر سنة 1905 وبعد جمع رأس المال اللازم لبناء النادي اجتمعت أول جمعية تأسيسية لنادي طلبة المدارس العليا يوم الجمعة 8 ديسمبر 1905 بأحد قاعات مدرسة الطب لانتخاب مجلس إدارة النادي وأسفر عملية الانتخاب عن اختيار عمر لطفي بك رئيسا للنادي وكان من أخلص أصدقاء مصطفى كامل باشا.
وفي يوم الافتتاح ألقي عمر لطفي بك وأعجب الجميع بالنادي ونظامه، وخلال ثلاثة أعوم تضاعف عدد أعضاء النادي.
ثم بعد ذلك أصبح نادي الطلبة هو العقل الوطني الذي تجمع حوله أبطال الحركة الوطنية ومنه كانت تخرج المظاهرات ضد الإنجليز عند أي حادث وطني، ومنه ظهرت فكرة إنشاء النادي الأهلي للرياضة البدنية.

## فكرته لتأسيس النادي الأهلي
ولدت الفكرة في ذهن «رئيس نادي المدارس العليا» لتأسيس نادي رياضي يجمع طلبة نادي المدارس العليا المهتمين بالسياسة وغيرهم من طلبة المدارس العليا رياضيا ويعدهم لتقلد مكانهم في طليعة شباب الوطن الباحثين عن حرية مصر من الإستعمار فلا بد من مكان يضمهم بعد تخرجهم لتمضية أوقات الفراغ وحتي لا يمضي كل منهم إلي قريته وينقطع عن الاتصال بهم عند حاجة الوطن لهم لمواجهة الإنجليز وكانت فكرة إنشاء النادي الأهلي باعثها الوطنية وآمن بها رجال أوفياء للوطن.
اجتمع عمر لطفي بك برجال وَطنيين وعرض عليهم فكرة تأسيس النادي الأهلي منهم صديق عمره مصطفي كامل وعميد كلية دار العلوم، ومجموعة من وزراء مصر، ومحافظيها ومديري أقاليمها من الشمال للجنوب، ومنهم من أسس لاقتصاد مصر وتمصيره، ومنهم من أسس لحركة التعاونيات في مصر، وعدد من شيوخ الأزهر وأخذ برأيهم في إنشاء النادي الأهلي وأجمع هؤلاء علي إنشاء النادي الأهلي. وبالفعل أنشأ النادي الأهلي وأعطي عمر لطفي بك المثال الأول في النادي الأهلي لإنكار الذات عندما اختار ميتشل أنس لرئاسة النادي على الرغم من أنه صاحب فكرة التأسيس وذلك تفضيلا لمصلحة النادي.

## مؤلفاته
كان عمر لطفي بك واسع الإطلاع في القضاء والاقتصاد، وألف عدة كتب في القضاء مثل: الدعوة الجنائية في الشريعة الإسلامية. - حرمة المساكن. - حق المرأة. - حق الدفاع. - الامتيازات الأجنيه. - الوجيز في شرح القانون الجزائي. - هذا فضلا عن كتابه الأشهر الذي كان بمثابة دستور مبكر لعمل الحركات التعاونية «شركات التعاون في مصر».
وكان لهذه المؤلفات صدي بعيد في أفاق الكليات الأوروبية قبل أن يسمع بها العالم الإسلامي.

## وفاته
توفي عمر لطفي بك في القاهرة في 14 نوفمبر 1911 عن عمر يناهز 44 عاما.

## الأوسمة
نال عمر لطفي بك عدة أوسمة، ففي أحد أكبر المجلات في النصف الأول من القرن العشرين وهي مجلة «الإثنين والدنيا» لأعظم عشرة رجال في تاريخ مصر في خمسين سنة، اختاره المؤرخ الكبير عبد الرحمن الرافعي التاسع بعد مصطفى كامل ومحمد فريد والشيخ محمد عبده وسعد زغلول وعلي مبارك والشيخ عبد الله النديم والشاعر أحمد شوقي والشاعر حافظ إبراهيم وقبل العاشر طلعت حرب.

## رثائه
رثاء الشاعر أحمد شوقي لـ عمر لطفي بك بعد وفاته، فقد قال الشاعر أحمد شوقي في رثاء عمر لطفي بك العالم القانوني:

| قفوا بالقبور نسائلْ عمر     |  | متى كانت الأرض مثوَى القمرْ؟ |
| سلوا الأرض هل زُيِّنَتْ للعليمِ  |  | وهل أُرِّجَتْ كالجنان الحفرْ؟    |
| وهل قام ( رضوان ) من خلفها |  | يُلاقي الرضيَّ النقيَّ الأبرّ؟   |
| فلو عَلِمَ الجمْع ممن مضى      |  | تنحَّى له الجمع حتى عبرْ      |
| إلى جنَّةٍ خُلقتْ للكريم        |  | ومن عرف الله أو مَن قدرْ     |

## قيل فيه
قول عبد الخالق ثروت في عمر لطفي بك بعد وفاته، يقول عبد الخالق ثروت رئيس النادي الأهلي ورئيس وزراء جمهورية مصر العربية لفترتين في عمر لطفي بك بعد وفاته:
وهنا قال فكري باشا أباظة وسط تصفيق شديد من الأعضاء:
«بصفتي الشخصية أشكر معالي الوزير الخطير على تصريحاته العظيمة ونصائحه الثمينة وأشكره على أحياء ذكرى المربى العام المرحوم عمر لطفي بك الذي فكر في إنشاء هذا النادي ونادى المدارس العليا، نشكره من كل قلوبنا وندعو الله أن يوفق كبرائنا وعظمائنا إلى المشروعات النافعة».

## المـراجع
- كتاب الأهلي في مائة عام للمستكاوي..
- كتاب رسالة المحاماة لرجائي عطية..
- بعض المقالات القديمة لأحد الكُتّاب في مجلة النادي الأهلي